# Општина Гелинца (Ковасна)
Гелинца (рум. Ghelinţa) општина је у Румунији у округу Ковасна.
Oпштина се налази на надморској висини од 700 m.